# Historia Poznania 1793–1806

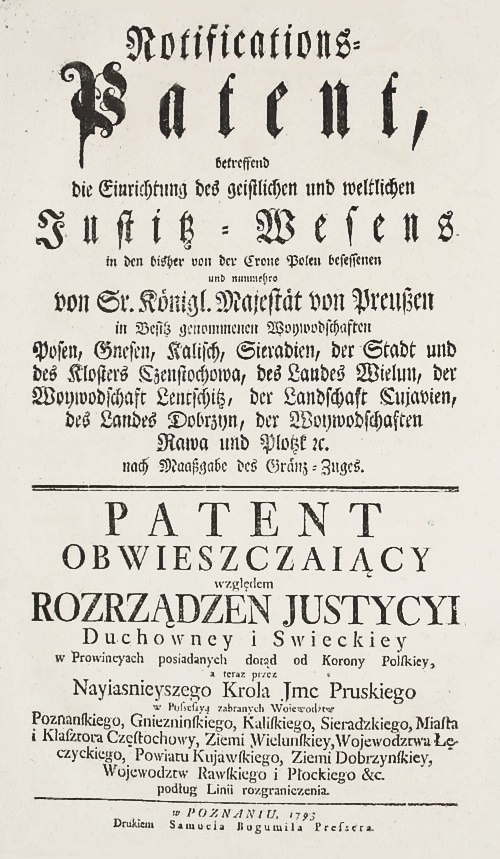
Obwieszczenie o II zaborze pruskim, 1793

## Rozruchy po II rozbiorze
W 1793 w Poznaniu, pomimo obecności silnego garnizonu pruskiego dowodzonego przez gen. Möllendorffa, kilkakrotnie dochodziło do zamieszek, podczas których zrywano pruskie obwieszczenia. Nastroje jeszcze bardziej zradykalizowało wydalenie z obrad sejmu w Grodnie posłów protestujących przeciwko inkorporowaniu Wielkopolski do Prus. W związku z tym załogę miasta wzmocniły dwa bataliony piechoty, trzy szwadrony kawalerii oraz cztery działa. Wraz z posiłkami, w kwietniu 1794 do Poznania przybył nowy komendant, a jednocześnie zwierzchnik wszystkich wojsk w Prusach Południowych gen. mjr von Schwerin. Jednocześnie podjęto pewne prace mające na celu umocnienie miasta. Odnowiono szańce przy Bramie Wrocławskiej i Ciemnej Bramce, a na cmentarzu ewangelickim wzniesiono redutę.
Ponowne rozruchy w mieście miały miejsce w okresie od lutego do kwietnia 1794, jednak ich podłoże nie było narodowościowe, lecz ekonomiczne. Zamieszki wywołali czeladnicy kilku cechów, zarówno Polacy jak i Niemcy, którzy pomimo spełnienia wszystkich warunków nie zostali przyjęci do cechów jako majstrowie. Pamiętając o wrocławskich rozruchach z kwietnia 1793, gdzie doszło do walk ulicznych z dużą liczba ofiar, władze surowo rozprawiły się z rzemieślnikami, skazując jednego z nich na czterokrotny "spacer pod rózgami", czyli przejście przez szpaler stu chłostających żołnierzy, zaś 19 na karę trzech miesięcy więzienia w twierdzy, po odbyciu której mieli zostać wcieleni do wojska.
Podczas powstania w 1794 roku w Poznaniu nie doszło do walk. Stało się tak z powodu znacznego wzmocnienia garnizonu miejskiego. Co więcej, Poznań stał się bazą do wypadów przeciw powstańcom.

## Pruski ustrój miejski
Pierwszym działaniem władz pruskich wobec mieszczan było zniesienie nadanego przez konstytucję 3 maja prawa do nabywania nieruchomości ziemskich. Co więcej nakazano także sprzedaż dotychczas posiadanych. Kolejnym ruchem było ograniczenie samorządu miejskiego. Władze Poznania zostały podporządkowane władzom prowincji, czyli Kamerze Wojenno-Ekonomicznej Prus Południowych, której siedzibą został właśnie Poznań. Następnie dokonano weryfikacji urzędników miejskich, pozostawiając na stanowiskach jedynie osoby znające niemiecki, który stał się jedynym językiem urzędowym. W ten sposób z 31 osób z dawnych władz posady zachowało jedynie 12.
W dalszej kolejności przeprowadzono reformę instytucji miejskich. Zniesiono kolegium dwunastu oraz ławę. Tę ostatnią zastąpił sąd miejski (niem. Stadt Gericht). Sama rada została pozbawiona prawa zgłaszania kandydatów na urzędy miejskie, prawo ich mianowania i odwoływania posiadała natomiast Kamera. Na czele miasta stał prezydent, któremu pomagali dwaj radcy oraz kameriusz-skarbnik i kilku innych urzędników. Zasadniczo funkcje te miały być dożywotnie.
Chcąc złagodzić niezadowolenie mieszczan, król 18 kwietnia 1794 wydał deklarację, że Kamera będzie jedynie zatwierdzać kandydatów wysuniętych przez władze miejskie, pod warunkiem spełnienia przez nich warunków formalnych, jednak wejście w życie tego prawa odłożono do czasu uspokojenia sytuacji w prowincji. Dopiero w 1797, gdy w całych Prusach nakazano stosowanie Powszechnego Prawa Krajowego, powołano ośmioosobową reprezentację mieszczan, po jednym z każdej dzielnicy, których wybór pozostawiono magistratowi.
Sąd miejski składał się z dyrektora oraz trzech asesorów. Początkowo obejmował wszystkie osoby w mieście, jednak liczne protesty i petycje sprawiły, że w 1794 wyłączono spod jego jurysdykcji Żydów, którzy stanowili ok. 25% populacji.
W mieście powołano także radcę podatkowego (niem. Steuerrat), będącego urzędnikiem państwowym. W związku z tym, że Poznań stanowił siedzibę Kamery, spod jego zwykłych praw wyjęto mianowanie urzędników miejskich. Po ostatecznym ustaleniu nowego ustroju w 1796 do jego obowiązków należała dbałość o odpowiednią ściągalność podatków, dbałość o niemiecki majątek, warunki gospodarczego rozwoju i komunalne w mieście, nadzór nad cechami i migracja rzemieślników oraz stosunki między społecznościami chrześcijańskimi i żydowską. Kamera natomiast nadzorowała sprawy bezpieczeństwa, wojskowe oraz budowlane.
Pruska Kamera zajęła budynki na swoją siedzibę Kolegium Jezuickie, rejencja Zamek Królewski, a pozostałe urzędy ratusz, tak że radzie pozostała w nim tylko jedna sala.

## Integracja aglomeracji
W sprawie jurydyk władze pruskie utrzymały postanowienia konstytucji 3 maja. Nowy magistrat miasta zwrócił się z propozycją włączenia do Poznania miasteczek i przedmieść należących do duchowieństwa: Chwaliszewa, Ostrówka, Śródki, Zawad oraz przedmieść św. Marcina i św. Wojciecha. Samorządy tych miejscowości oraz przedmieść leżących w obrębie mili od murów miejskich zgodziły się na to, aby uniknąć kosztów z utrzymywaniem pruskich urzędników, których wynagrodzenie pochodziło z miejskiej kasy, jednak nie zgodziły się na to władze kościelne. Przeszkoda ta zniknęła w 1796, gdy dokonano ich konfiskaty, wówczas miasteczka te stały się formalnie miastami królewskimi. W 1799 do Poznania włączono przedmieścia św. Wojciecha i św. Marcina. W 1800 rozpoczęto włączanie do Poznania leżących na prawym brzegu Warty Chwaliszewa z Zagórzem (1433 mieszkańców), Ostrówka (302 mieszkańców), Śródki (553 mieszkańców), oraz Zawad (346 mieszkańców), jednak pojawiły się opory wśród mieszkańców tych miejscowości. Otóż byli oni niechętni podporządkowaniu się silnie już zgermanizowanemu aparatowi urzędniczemu Poznania.
Ostatecznie 28 czerwca 1800 włączono je do miasta, jednak zachowały one odrębne sądownictwo (poznański sąd uznał, że wydatki związane z objęciem nowych obszarów swoją jurysdykcją nie zostaną zrównoważone kosztami. Natomiast Śródka i Chwaliszewo zachowały ponadto odrębność niektórych cechów rzemieślniczych. Stan taki utrzymał się aż do okresu Księstwa Warszawskiego.

## Przemiany urbanistyczne
Uczynienie Poznania siedzibą administracji zarządzającej cała pruską prowincją, stacjonowanie dużego garnizonu, oraz włączenie miasteczek i przedmieść w promieniu 1 mili od murów w obręb miasta wywołało gwałtowny przyrost liczby ludności. O ile w 1794 było to 12,5 tys. mieszkańców, o tyle w 1796 było to już ponad 16 tys., a w 1800 niemal 19 tys., a z garnizonem niemal 21,5 tys. mieszkańców. Dotychczasowe miasto w obrębie średniowiecznych murów nie było w stanie pomieścić nowych osadników.
W związku z zabudowaniem niemal wszystkich obszarów w dawnych granicach miasta postanowiono nowe budynki wznosić poza murami. W związku z tym Kamera zezwoliła na rozebranie murów baszt oraz zasypanie fos, które przestały już odgrywać ważną rolę militarną. Część murów postanowiono wykorzystać jako ściany nowo wznoszonych budynków, zaś partie przeznaczone do rozbiórki zlicytowano, jako materiały budowlane. Pozostałe baszty przeznaczono na cele gospodarcze lub nawet mieszkalne. Licytacja dotyczyła również prawa do wieczystej dzierżawy (jej wysokość ustalono na 6 fenigów za łokieć kwadratowy) powstałych na uzyskanych terenach parcel. W pierwszej kolejności rozebrano bramy, aby usprawnić komunikację.
W okresie Prus Południowych w mieście wzniesiono jednak tylko cztery budynki publiczne: teatr projektu Davida Gilly’ego, zakład karny (Criminal Anstalt), pocztę na rogu Wilhelmowskiej i Fryderykowskiej, oraz dom pracy dla kobiet (Arbeitsanstalt). Do celów publicznych pozyskiwano także klasztory i kościoły, z których usuwano mnichów przenosząc ich do klasztorów poza miastem. W ten sposób zajęto klasztor filipinów na Śródce, który przeznaczono na seminarium nauczycielskie. Zajęcie kościoła i klasztoru karmelitów na Wzgórzu św. Wojciecha spotkało się z oporem wiernych, który został jednak pokonany przez armię. Świątynię oddano ewangelikom, a klasztor zmieniono na magazyny i szkołę dla dzieci żołnierzy.
Po wypełnieniu indagandy, władze pruskie przystąpiły do planowania rozbudowy miasta. Skąpość źródeł sprawia, że odtwarzanie tych planów jest bardzo trudne, jednak zasadniczo przyjmuje się obecnie, że Poznań miał się rozwijać głównie w kierunku zachodnim. Wytyczono tam szeroką al. Wilhelmowską (dziś al. Marcinkowskiego), pl. Wilhelmowski (dziś pl. Wolności) oraz na zniwelowanej Muszej Górze (nazwa pochodzi od rodu Muszyńskich – właścicieli folwarku, który w XVI w. znajdował się na wzniesieniu. Wytyczono również Bergstrasse (ul. Podgórną). Wilhelmowska, która była szeroką aleją wysadzaną drzewami, oraz podobnie zaprojektowany pl. Wilhelmowski stanowiły oś, wzdłuż której powstać miała reprezentacyjna dzielnica dla pruskich urzędników, nazywana wówczas Górnym Miastem. Miały się przy nich wznosić jednopiętrowe kamienice z ogrodami na tyłach. Rozmiary samego placu podyktowane były wymaganiami armii. Miał być on na tyle duży, aby można było na nim ustawić pułk piechoty w szyku rozwiniętym do przeglądu.
Uporządkowano również teren między Zamkiem Królewskim a dawną Bramą Wodną. Tu również wytyczono nową, szeroką aleję wysadzaną drzewami – ul. Fryderykowską (dziś ul. 23 Lutego). Prowadziła ona od dawnej bramy w kierunku Kundorfu kończąc się na pl. Nowomiejskim (dziś pl. Cyryla Ratajskiego). Przy jej północno-wschodnim końcu, przy dawnych murach znajdował się staw na Bogdance, który został ujęty w prostokątny basen – kąpielisko miejskie, który po pewnym czasie zasypano ze względu na kiepskie warunki higieniczne. Ujęcie Bogdanki w podziemny kanał rozpoczęło proces tworzenia się kolejnego z poznańskich placów – pl. Sapieżyńskiego (dziś pl. Wielopolskiego).
W 1801, gdy zajęto klasztor karmelitów na Wzgórzu św. Wojciecha, przedłużono al. Wilhelmowską aż do ul. Magazynowej (dziś Solnej) tak, że otwierała się na kolejny z placów – pl. Parad (później pl. Działowy, którego pozostałością jest ul. Działowa). Aby przyspieszyć zabudowę nowej, reprezentacyjnej dzielnicy, wzorowanej dzięki Davidowi Gilly’emu, który nadzorował prace poznańskiej kamery, na zabudowie Berlina, udzielono bezzwrotnych pożyczek w wysokości 30% wartości inwestycji dla budynków murowanych i krytych dachówką, oraz 15% dla obiektów z muru pruskiego. To zróżnicowanie miało na celu zachęcenie właścicieli do wznoszenia trwalszych budynków.
W drugim etapie postanowiono rozbudować tereny między Starym Miastem a Wartą oraz tereny położone na południe od Rynku. Zmieniono wówczas Garbary w szeroką ulicę, nazwaną Wielkimi Garbarami (dziś ponownie Grabary), pl. Bernardyński i odchodzące od niego ulice Długą i Zieloną w kierunku dawnego przedmieścia św. Marcina, oraz Wszystkich Świętych schodzącą ku Zgniłej Warcie. Zaś w obrębie dawnych murów miejskich rozebrano resztki starej fary.
Reasumując, pomimo swego centralistycznego charakteru, dyktowanego z Berlina przez Gilly’ego oraz jego zaufanych uczniów w samym Poznaniu, okres Prus Południowych był bardzo ważny dla rozwoju miasta. Powstałe wówczas koncepcje widoczne są na tych obszarach po dziś dzień, a powstanie miasta otwartego, z budynkami mieszkalnymi o znacznie wyższym standardzie niż dotychczasowe kamieniczki Starego Miasta, wytyczyło nowy sposób myślenia o kształcie Poznania, przerwany poprzez późniejsze prace fortyfikacyjne.

## Edukacja i kultura
Zastany przez Prusaków polski system szkolnictwa, dzięki reformom KEN-u stał na wysokim poziomie. W związku z tym przy braku wystarczających środków, władze pruskie postanowiły zaadaptować istniejący system zamiast wprowadzać system pruski. Wprowadzony obowiązek nauczania wszystkich dzieci, niezależnie od wyznania, w szkole elementarnej nie był respektowany. Miały na to wpływ zarówno mała liczba nauczycieli, których na tym poziomie zastępowano emerytowanymi żołnierzami czy rzemieślnikami, oraz niechęć ludności żydowskiej do rezygnacji z własnego systemu nauczania w szkołach przy synagogach.
W istniejącym gimnazjum, z podobnych przyczyn, wprowadzono jedynie jako obowiązkowy język niemiecki oraz niektóre przedmioty z tym językiem jako wykładowym. Otwarto je również na osoby wszystkich wyznań.
W 1804 oddano do użytku nowy teatr miejski, zaprojektowany przez wybitnego architekta berlińskiego Davida Gilly’ego. W założeniu miał on zapewnić rozrywkę ludności niemieckiej, a także być narzędziem krzewienia niemieckiej kultury wśród Polaków. Jednak brak finansowania ze strony Kamery sprawiły, że zezwolono w teatrze na gościnne występy Wojciecha Bogusławskiego.